# George Mathews
George Mathews (Contea di Augusta, 30 agosto 1739 – Augusta, 30 agosto 1812) è stato un politico, generale e agente segreto statunitense.
Sottoposto di George Washington durante la guerra d'indipendenza americana, fu catturato durante le prime fasi del conflitto e rimase prigioniero dei britannici fino alla sua conclusione. Divenuto in seguito un influente politico georgiano nelle file del Partito Federalista, fu eletto 20º governatore della Georgia per due mandati non consecutivi, il primo nel 1787-88 e il secondo nel 1793-96.
Durante il suo secondo mandato, si ritrovò a fare i conti con aggressive speculazioni politico-finanziarie da parte dei coloni nei territori oltre la frontiera americana. Nel 1795 fu quindi coinvolto nello scandalo dello Yazoo, una grande frode politico-finanziaria sulla compravendita di terreni non ancora ufficialmente compresi negli Stati Uniti, malaffare di cui è ritenuto ancora oggi uno dei principali responsabili. Lo scandalo, che causò fortissime reazioni negative nell'opinione pubblica statunitense, vide la fine della sua carriera politica e la dissoluzione del Partito Federalista in Georgia. Tentò in seguito di diventare governatore del Mississippi, ma senza successo a causa della propria impopolarità.
Rimasto comunque uomo fidato dell'amministrazione statunitense, in previsione della guerra anglo-americana nel 1810 fu inviato in Florida come agente segreto, costituendovi una vasta rete di spie e simpatizzanti alla causa indipendentista. Guidò quindi un'insurrezione locale contro il Regno Unito e la Spagna, che tuttavia fu interrotta per motivi di opportunità politica per ordine del presidente James Madison, e Mathews stesso morì prima di poterlo convincere a proseguirla.

## Biografia

### Origini

#### Famiglia

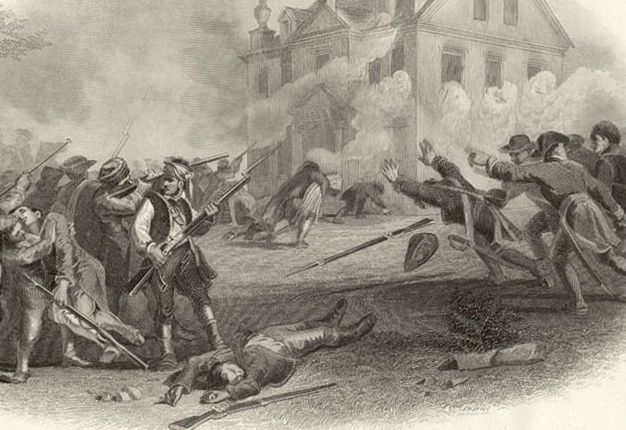
Illustrazione della battaglia di Germantown, sconfitta statunitense in cui Mathews fu catturato dai britannici (Christian Schussene, seconda metà del XIX secolo)

George Mathews nacque il 30 agosto 1739 in Virginia, terzo figlio di John Mathews e Ann Archer, due immigrati irlandesi dell'Ulster, stabilitisi nelle Americhe due anni prima. Alla morte del padre nel 1757 ricevette 300 acri (121,4 ettari) di terra, diventando così un proprietario terriero autonomo.
Fin da giovane fu coinvolto nell'azienda commerciale del fratello maggiore Sampson Mathews (1737-1807); il successo nell'attività familiare e la contemporanea compravendita di terreni in Virginia gli assicurarono una grande stabilità economica e l'ingresso nella gentry locale. Grazie alla sua rispettabilità divenne quindi un magistrato e sceriffo locale, non ricevendo mai tuttavia un'educazione formale e rimanendo quasi del tutto analfabeta per il resto della vita. Nel 1762 si sposò con Anne Paul (1741-1788), che gli diede otto figli: John (1762-1815), William (1769-1802), Rebecca (1770-1825), George Jr. (1774-1836), Charles Lewis (1775-1843), e poi Ann, Jane e Margaret, ma di quest'ultime si sa poco o nulla.

#### Fisico e personalità
George R. Gilmer, a sua volta futuro governatore della Georgia e biografo di Mathews, lo descrisse come «basso e robusto, con gambe ferme e andatura dritta. Portava la testa tirata all'indietro. Aveva i capelli rossi chiari e la pelle chiara e florida». Aveva inoltre un carattere focoso che lo portava spesso ad attaccar briga, ma nonostante ciò era profondamente religioso e provava un grande rispetto per George Washington; tuttavia, in seguito alle varie infruttuose interazioni a livello politico tra Mathews e Washington quando il primo era governatore e il secondo presidente, il generale cominciò a diventarne un critico. Vestiva molto spesso di abiti militari, aveva uno spiccato accento irlandese e, nonostante fosse spesso rude, nelle conversazioni dimostrava molta acutezza.

### Carriera militare ed entrata in politica

#### Prime esperienze militari
La prima attività militare di Mathews ebbe luogo nel 1761, quando gli indiani shawnee attaccarono la fattoria dei suoi vicini massacrandoli, e lui stesso per poco non rimase a sua volta ucciso. Volendosi vendicare, si mise quindi a capo di un drappello di volontari e condusse una spedizione punitiva contro i nativi, uccidendone nove. In riconoscimento delle sue imprese, nel 1766 divenne capitano della milizia della Virginia. Alcuni anni dopo, con la tensione montante nelle Tredici colonie Mathews divenne uno dei principali capi della milizia virginiana, partecipando nel 1774 alla guerra di Lord Dunmore, distinguendosi nella battaglia di Point Pleasant. Durante quest'ultima, condotta dai virginiani contro gli shawnee, Mathews si rese protagonista di un audace aggiramento assieme alle proprie truppe, che permise di cogliere il nemico alle spalle e di metterlo in fuga.
Nel 1775, quando ormai le Tredici colonie si stavano ribellando apertamente al Regno Unito, venne eletto come rappresentante della contea di Augusta per partecipare all'assemblea rivoluzionaria della Virginia. Abbracciata la causa rivoluzionaria e divenuto colonnello del 9º Reggimento della Virginia, passò presto sotto il comando di George Washington, partecipando comunque da volontario alla battaglia di Great Bridge del dicembre 1775 per scacciare l'ultima presenza inglese agli ordini del suo vecchio superiore lord Dunmore dalla Virginia.
Nell'esercito continentale non ebbe tuttavia fortuna: dopo la sconfitta di Brandywine, dove Mathews coprì con successo la ritirata di Washington dall'inseguimento delle truppe inglesi, il suo reggimento venne poco dopo spazzato via alla battaglia di Germantown, e lui stesso gravemente ferito da un colpo di baionetta, catturato dagli inglesi e tenuto prigioniero fino alla fine de facto della guerra nel 1781. Venne internato a New York, dove fu il destinatario di una lettera di Thomas Jefferson che lo consolava della durezza della prigionia. Occasionalmente comunque gli inglesi lo sfruttarono per recapitare agli statunitensi proposte di scambi di prigionieri, permettendogli quindi delle brevi visite dietro le linee nemiche.

#### Arrivo in Georgia
Definitivamente rilasciato dai britannici nel dicembre 1781 (era in realtà già sfuggito alla prigionia dopo la battaglia di Yorktown), fu riammesso nell'esercito e assegnato di stanza in Georgia col 3º Reggimento della Virginia. I postumi della ferita di alcuni anni prima tuttavia gli permisero di rimanere in congedo in Virginia fino alla fine del 1782, quando effettivamente si spostò in Georgia, anche se ormai, data la fine della guerra, le truppe statunitensi erano quasi del tutto smobilitate. Intravedendo lucrose prospettive di compravendita nell'interno dello Stato, decise di trasferirvisi in pianta stabile, e mosse una petizione al governo georgiano affinché mettesse a disposizione 200 000 acri di territorio (circa 810 km²) per permettere l'arrivo di un gran numero di coloni dalla Virginia e la creazione di nuove piantagioni. Temendo le implicazioni sociopolitiche della potenziale massiccia immigrazione, i deputati georgiani rifiutarono la proposta di Mathews.
Egli allora, agevolato anche dalla sua carriera militare, acquistò vaste proprietà presso Goose Pond, nella contea di Wilkes, e vi portò la sua numerosa famiglia. Sempre convinto della giustezza della sua iniziativa colonizzatrice, poco tempo dopo tornò in Virginia e spronò numerosi familiari, amici e conoscenti a seguirlo per stabilirsi a loro volta in Georgia. Nel 1784 vi fu quindi un piccolo esodo dalla Virginia verso la Georgia causato proprio da Mathews; tra le personalità di spicco trasferitesi vi fu anche il politico di lontane origini italiane Benjamin Taliaferro.
Nonostante la sua ricchezza e il possesso di numerosi schiavi afroamericani, data la natura incolta delle sue nuove proprietà lui e la famiglia vissero in una semplice capanna di tronchi, e Mathews rifiutò sempre di costruirsi una dimora più grande e sfarzosa, ritenendo l'iniziativa un inutile spreco di denaro. Col tempo venne accettato anche dalla gentry georgiana, e riprese la sua vecchia carriera nella magistratura, venendo infine promosso brigadier generale della milizia georgiana. Deteneva grandi proprietà terriere anche in Ohio e in Kentucky.

#### Governatore e rappresentante
George Mathews, sostenuto da una grande rete di simpatizzanti, entrò in politica nel 1786, venendo eletto all'assemblea statale. Poco dopo, dato l'inasprirsi dei rapporti coi vicini spagnoli e creek, la fama di Mathews come comandante militare risoluto e aggressivo convinse i membri dell'assemblea georgiana ad eleggerlo governatore della Georgia per il periodo 1787-88.
Non si registrarono eventi particolari durante l'anno del suo mandato, e si occupò prevalentemente del disbrigo degli affari correnti, tra cui la ratifica della nuova costituzione degli Stati Uniti d'America, che il governatore approvò ufficialmente durante una convenzione appositamente riunita il 31 dicembre 1787. Autorizzò inoltre la creazione di una commissione affinché venisse stabilito l'esatto confine tra Georgia e Carolina del Sud, allora teoricamente costituito dal fiume Savannah ma su cui entrambi gli Stati ponevano reclami di vario genere.
Il suo primo mandato fu complessivamente positivo, anche se non mancarono critiche rivolte al suo operato. Nonostante la sua fama militare, a Mathews venne da alcuni rimproverato di non aver riposto con abbastanza determinazione alle frequenti incursioni ai confini dello Stato mosse da spagnoli e creek. Inoltre divenne diffuso in quegli anni il fenomeno della lottizzazione selvaggia delle terre occidentali (il governo statale approvava vendite di terreni anche fino a 50 000 acri, cioè circa 200 km²), che di lì a pochi anni con lo scandalo dello Yazoo avrebbe portato alla rovina politica dello stesso Mathews.
Concluso il mandato da governatore, tra il 1789 e il 1791 fu il rappresentante del terzo collegio della Georgia alla Camera dei Rappresentanti nel 1º Congresso degli Stati Uniti d'America. Non riuscì ad assicurarsi la rielezione alla Camera, e l'anno successivo anche la sua candidatura al Senato non ebbe successo. Tra il 1792 e il 1793 fece parte dell'opposizione all'Assemblea della Georgia, dove divenne avversario dell'allora governatore Edward Telfair.

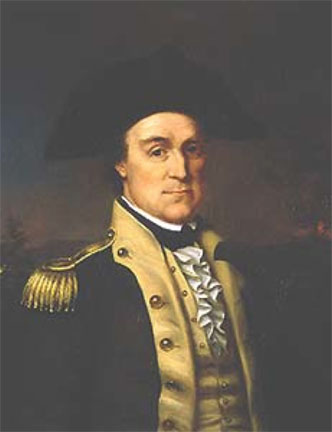
Ritratto del generale Elijah Clarke, che tentò invano di colonizzare i territori oltre la frontiera della Georgia (Rembrandt Peale, prima metà del XIX secolo)

### Secondo mandato da governatore

#### Contro il generale Clarke
Nonostante le sconfitte alle precedenti elezioni, riuscì tramite una buona campagna elettorale condotta dal Partito Federalista, al quale si era affiliato, ad essere rieletto governatore della Georgia nel 1793. Era in realtà giunto al terzo posto tra i candidati alla carica dopo Telfair e Jared Irwin, ma il Senato statale optò infine per eleggere lui, disapprovando la condotta troppo ostile di Telfair nei confronti degli indiani. Il suo secondo mandato si rivelò fin da subito molto più difficile del precedente: il governo centrale forniva agli Stati una quantità insufficiente di fondi federali, e inoltre spagnoli e soprattutto creek continuavano ad effettuare incursioni all'interno della Georgia. Per rendere più sicure le zone interne dello Stato Mathews aveva pianificato la costruzione di una catena di forti lungo le frontiere occidentali e meridionali della Georgia, ma la cronica mancanza di fondi impedì la realizzazione dell'ambizioso progetto. Nonostante fosse un nemico storico dei nativi americani, Mathews fu quindi costretto ad adottare con loro rapporti più pacifici, incontrandosi anche spesso coi loro capitribù.
Altro grattacapo per il governatore erano le attività del generale Elijah Clarke, che come molti speculatori dell'epoca era ansioso di espandere i territori statunitensi verso occidente anche senza l'approvazione delle autorità politiche, lanciandosi quindi in avventure coloniali illegali. Nel febbraio 1794 Clarke era stato inizialmente reclutato e finanziato dalla Prima Repubblica francese per allestire un esercito con cui lanciare un attacco contro la Florida spagnola; l'iniziativa della Francia si era tuttavia presto risolta in un nulla di fatto, e il generale si era quindi messo a capo di numerosi coloni desiderosi di nuove terre e aveva creato di propria iniziativa nuovi insediamenti oltre il fiume Oconee, fondandovi anche una repubblica indipendente rispetto agli Stati Uniti, il Trans-Oconee. Il 28 luglio 1794 Mathews, contrario alle sue azioni e con l'approvazione del presidente George Washington, emise per lui un mandato d'arresto; Clarke allora si consegnò spontaneamente alle autorità georgiane per essere processato, ma una giuria compiacente lo assolse e lo rilasciò, permettendogli di tornare nel suo dominio. Mathews, deciso a stroncare la sua iniziativa, con l'appoggio dell'influente padre fondatore George Walton inviò allora i generali John Twiggs e Jared Irwin a disperdere i seguaci di Clarke. Per evitare una strage Irwin concesse l'amnistia a chi si fosse arreso, così Clarke depose le armi e permise una risoluzione pacifica della crisi del Trans-Oconee.
Nonostante la repressione contro gli speculatori, la frontiera georgiana rimaneva una zona di colonizzazione molto ambita, e la fallita impresa di Clarke sarebbe stata solo il primo tentativo di molti. Lo stesso Mathews, cercando di arginare iniziative indipendenti come quella di Clarke, cominciò ad operare generose concessioni di terre statali, talune grandi anche fino a 40 000 acri (circa 160 km²) o più. Presto la speculazione edilizia divenne talmente fuori controllo che secondo gli agrimensori statali dell'epoca le contee georgiane avevano concesso più terre di quante rientrassero effettivamente nei loro confini (le compravendite del tempo riguardavano circa 30 milioni di acri, ovvero più di 120 000 km², mentre la Georgia stessa si estendeva solo per 11 milioni di acri, cioè 44 500 km²), e che addirittura le stesse concessioni fossero state maldestramente riconosciute a più persone, oppure ricavate da appezzamenti già abitati da altri coloni.

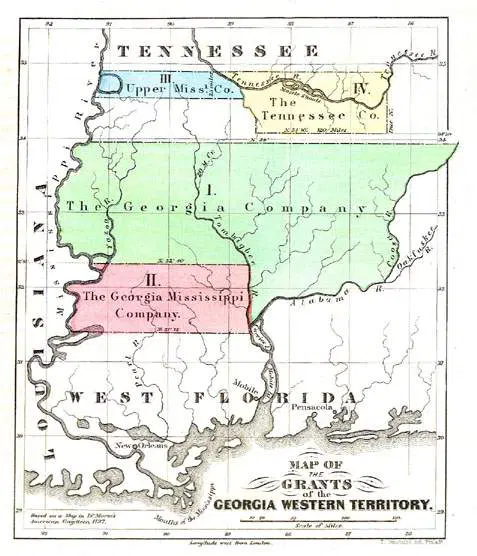
Cartina che mostra la regione dello Yazoo e la sua lottizzazione per mano degli speculatori

#### Scandalo dello Yazoo
Non passò molto tempo che lo stesso Mathews si impegnò in un'iniziativa simile a quella di Clarke. Sfruttando vecchie e fantasiose rivendicazioni territoriali, nel 1795 alcune compagnie di speculatori appositamente costituite cominciarono a rivendere migliaia di appezzamenti di terra al di là della frontiera americana, molti dei quali siti nella regione ancora vergine dello Yazoo (attuali Alabama e Mississippi settentrionali), che diede quindi il nome all'impresa.
Il coinvolgimento del governatore nella speculazione rimane tutt'oggi dibattuto. Inizialmente Mathews disapprovava il progetto, temendo che fosse di natura analoga a quello del generale Clarke, e pose il veto sulla prima risoluzione presentata dagli speculatori per ottenere l'approvazione dell'impresa da parte dello Stato. Egli però fu infine convinto a parteciparvi dai molti personaggi di spicco della società statunitense coinvolti, soprattutto l'influente senatore James Gunn e due dei suoi stessi figli, partecipanti a loro volta alla speculazione. Fin dal 1789 si era tentato di realizzare la compravendita delle terre dello Yazoo, ma fu solo con la decisiva spinta politica di Mathews e Gunn che la frode poté essere compiuta. La prospettiva di un alto ritorno economico convinse infine Mathews ad avallare l'iniziativa con la ratifica dell'apposito Yazoo Act del 7 gennaio 1795, legge statale che autorizzava la colonizzazione dello Yazoo e che dava a quattro compagnie speculatrici il monopolio della compravendita delle sue terre in cambio del versamento al governo statale di 500 000 dollari dell'epoca.

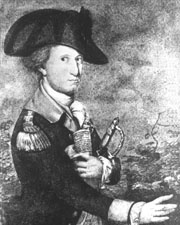
Fotografia di un ritratto anonimo del generale James Jackson, principale oppositore dell'affare dello Yazoo e artefice della caduta politica di Mathews (Biblioteca del Congresso)

I promotori dell'affare avevano corrotto l'intero governo georgiano per raggiungere il proprio obbiettivo, spesso con generose quote di partecipazione alle stesse compagnie speculatrici. Infine però il senatore James Jackson, rivale di Gunn e che si era tentato invano di coinvolgere nell'affare, denunciò l'intero sistema fraudolento con una vasta campagna mediatica tramite i giornali locali, facendo quindi scoppiare lo scandalo dello Yazoo. I georgiani, indignati dalla corruzione dilagante del proprio governo e già esasperati dalle speculazioni edilizie selvagge degli anni precedenti, reagirono con violente proteste, e firmando lo Yazoo Act Mathews perse tutta la popolarità di cui prima godeva. Il Partito Federalista georgiano era invischiato a tal punto nello scandalo che in breve tempo si dissolse definitivamente; presto cominciarono a verificarsi aggressioni e imboscate mortali a politici e ufficiali sostenitori delle speculazioni, e lo stesso Mathews fu costretto per un breve periodo a nascondersi.
La rabbia dei coloni era così grande che molti tentarono di convincere il popolare generale John Twiggs ad attuare un vero e proprio colpo di Stato per fermare la legge che permetteva la speculazione. Al suo rifiuto si rivolsero a Jackson, che si dimise dal Senato degli Stati Uniti e rientrò in Georgia, pronto a guidare l'opposizione al governatore. Alle elezioni del 1795 Mathews preferì non presentarsi, e venne eletto al suo posto Jared Irwin, che approvò subito la proposta di Jackson di abolire lo Yazoo Act, come anche l'immediata distruzione di tutte le copie esistenti dell'odiata legge, bruciate poco dopo in pubblica piazza.

### Ultimi anni e morte

#### Trasferimento in Mississippi

Bandiera degli insorti della Florida guidati da Mathews

Giudicando prudente abbandonare la Georgia, che ormai gli era del tutto ostile (anche se non gli furono mai mosse accuse formali di corruzione), George Mathews si trasferì nel territorio del Mississippi e lì si risposò con la ricca vedova Mary Carpenter. La corrispondenza col segretario di Stato Timothy Pickering lascia ipotizzare che già allora Mathews fungesse da agente informale per il governo americano. Tentò invano di tornare in politica nel 1797 ottenendo da John Adams il governatorato sul territorio del Mississippi, ma le reazioni negative dell'opinione pubblica costrinsero il presidente a ritirare la nomina. Mathews allora si precipitò infuriato a Filadelfia, minacciando un inserviente perché il presidente lo ricevesse. Queste le parole dell'ex-governatore a John Adams:
(George Mathews a John Adams sul ritiro della sua nomina a governatore del territorio del Mississippi.)
Nonostante la fallita nomina per sé, il generale riuscì comunque a far ottenere al figlio George Jr. l'incarico di giudice della Corte Superiore del Mississippi, dal quale venne poi trasferito alla Corte Superiore della Louisiana. Anche il figlio John fu nominato su impulso del presidente funzionario statale della Georgia. Mathews stesso divenne giudice in Mississippi nel 1805.

#### Ribellione della Florida e morte
Nel 1810 il presidente James Madison lo inviò in segreto in Florida per organizzare una rete di spie che preparasse un'insurrezione pro-statunitense, come azione di disturbo contro i britannici e gli spagnoli nella prospettiva di annettere nel breve-medio termine la regione agli Stati Uniti. Mathews, che da Madison ebbe di fatto carta bianca, fu raccomandato al presidente per l'incarico dal senatore georgiano William H. Crawford.
All'epoca la Florida era divisa in due, una parte occidentale governata dagli spagnoli e una orientale retta sempre dagli spagnoli ma con forti influenze britanniche, e inizialmente Mathews ricevette mandato di trattare col governatore spagnolo della Florida occidentale per la sua cessione ufficiale agli Stati Uniti (di fatto la zona già si autogovernava). Col corrispettivo inglese invece Mathews non promosse alcun dialogo, preparando invece un'insurrezione grazie alla sua vasta rete di simpatizzanti. Tuttavia presto anche le trattative con gli spagnoli fallirono, convincendo quindi l'ex-governatore della necessità di una ribellione che coinvolgesse tutta la regione, idea appoggiata anche dal segretario di Stato e futuro presidente James Monroe.

La Florida occidentale alla fine del XVIII secolo; dalla sua divisione sarebbero nati gli Stati dell'Alabama e del Mississippi

Durante tutto il 1811 Mathews, nonostante avesse contratto la malaria, continuò ad occuparsi dell'organizzazione logistica della rivolta. Infine, il 13 marzo 1812, in vista dell'inizio di quella che diverrà nota come guerra del 1812, Mathews fomentò la ribellione della Florida occidentale e invase la parte orientale con truppe e navi provenienti dalla Georgia. In breve tempo conquistò la città di Fernandina Beach e cominciò ad organizzare un attacco contro l'importante piazzaforte di St. Augustine. In quel frangente né britannici né spagnoli avevano forze sufficienti per mantenere il controllo della zona, e le azioni di Mathews avevano di fatto consegnato buona parte della Florida al controllo statunitense.
Presto tuttavia molti membri dell'amministrazione americana cominciarono a ritenere che non fosse prudente annettere direttamente la Florida, in quanto non vi sarebbero stati poi i mezzi per mantenerla sotto controllo, soprattutto data l'imminenza della guerra contro l'Inghilterra. Già dalla fine del 1811 l'amministrazione statunitense aveva cominciato a titubare sull'operazione in Florida, non rispondendo alle lettere di Mathews o altrimenti facendolo in maniera ambigua, anche in seguito alle proteste ufficiali dell'ambasciatore britannico a Washington, che aveva ricevuto notizia delle attività sovversive di Mathews. Altra difficoltà incontrata dall'ex-governatore fu la riluttanza degli abitanti della Florida ad unirsi alla ribellione, fattore che aveva sottovalutato e che l'aveva lasciato presto con troppi pochi uomini per controllare la zona. Inoltre i continui litigi di Mathews col maggiore Laval, capo delle truppe georgiane impegnate in Florida, resero molto difficile controllare in maniera chiara la rivolta. Il presidente Madison infine scrisse a Mathews il 4 aprile 1812 e gli ordinò di interrompere la sua ribellione prima che potesse avere pienamente successo, adducendo come pretesto la mancanza di autorità locali legittime con cui il governo statunitense potesse rapportarsi. Mentre la Florida occidentale rimase sotto controllo statunitense, la Florida orientale tornò presto in mani anglo-spagnole.
Furibondo, come aveva già fatto a suo tempo con Adams Mathews si mise subito in cammino per Washington per tentare di convincere il presidente a proseguire la guerra in Florida. Tuttavia, ormai anziano e debilitato, durante il tragitto ebbe un nuovo forte attacco di malaria e morì ad Augusta il 30 agosto 1812, giorno del suo settantatreesimo compleanno, venendo sepolto nel locale cimitero episcopale. Alcuni riportano la sua morte già nel marzo 1812, ma ciò è impossibile, dato che non avrebbe potuto ricevere il contrordine del presidente Madison, e la sua stessa pietra tombale riporta come data di morte il 30 agosto.

## Giudizio storico e riconoscimenti
Secondo G. Melvin Herndon, Mathews era senza dubbio un amministratore capace, che tuttavia rimase vittima delle trame politiche del tempo e di uomini maggiormente senza scrupoli di lui, tanto che «pochi servitori dello Stato diedero così tanto e ricevettero così poca gratitudine come lui». A differenza della maggioranza degli uomini politici georgiani del tempo, Mathews non ha alcuna contea né città dedicata, ma "solo" alcune placche commemorative in luoghi simbolici come Point Pleasant e Goose Pond.
Durante il conflitto col generale Clarke, le forze statali georgiane utilizzarono come base un fortino appositamente costruito, nominato Fort Mathews in onore del governatore; esso rimase in funzione nel periodo 1793-94, ma oggi ne rimane poco o nulla ed è ricordato solo da una placca commemorativa in loco. Un'altra placca simile si trova nella contea di Elbert, di cui Mathews fu uno dei primi abitanti al tempo del suo arrivo in Georgia.

### Annotazioni
1. ↑  Charles L. Mathews si sposò con Lucy Early, il cui fratello Peter Early sarebbe a sua volta diventato governatore della Georgia tra il 1813 e il 1815. Cfr. McCall 1941, p. 123.
2. ↑  Pare che Jane Mathews si sposò con un tale Telfair, probabilmente uno dei figli di Edward Telfair, anche se non è chiaro quale. Cfr. McCall 1941, p. 123.
3. ↑  Al netto dell'inflazione, quasi 12 500 000 dollari odierni (2024, stima comunque imprecisa). Cfr. (EN) $500,000 in 1795 is worth $12,442,380.95 today, su officialdata.org.
4. ↑  Prima del nuovo matrimonio in Mississippi Gilmer, Patrick ed Herndon inseriscono un'ulteriore unione con tale Mrs. Reed, che sarebbe terminata in un divorzio dopo alcuni anni quando ella si rifiutò di tornare a casa dal marito dopo una visita alla famiglia in Virginia. Cfr. Gilmer 1855, p. 65,  Patrick 1954, p. 6 e Herndon 1969, p. 323.

### Riferimenti
1. 1 2 3  Harris 1896, p. 141.
2. 1 2 3 4 5 6 7  (EN) George Mathews (1739-1812), su it.findagrave.com.
3. 1 2 3 4 5 6 7 8 9 10 11 12 13 14 15 16 17 18 19 20 21 22 23 24 25 26 27 28 29 30 31 32 33 34 35 36 37 38 39 40 41 42  (EN) Carol Ebel, George Mathews, su georgiaencyclopedia.org, 9 dicembre 2003.
4. 1 2 3 4  Harris 1896, p. 137.
5. 1 2 3  Gilmer 1855, p. 58.
6. 1 2 3  Patrick 1954, p. 4.
7. ↑  Herndon 1969, p. 307.
8. 1 2 3 4  Herndon 1969, p. 308.
9. 1 2  Herndon 1969, p. 310.
10. 1 2 3  Gilmer 1855, p. 63.
11. 1 2 3 4 5  Harris 1896, p. 140.
12. 1 2 3 4 5  Herndon 1969, p. 309.
13. 1 2 3  Gilmer 1855, p. 62.
14. 1 2  Harris 1896, p. 142.
15. 1 2  Herndon 1969, p. 311.
16. 1 2 3 4  Gilmer 1855, p. 59.
17. ↑  Harris 1896, pp. 137-138.
18. ↑  Herndon 1969, pp. 312-313.
19. ↑  Herndon 1969, p. 313.
20. 1 2  Herndon 1969, p. 315.
21. 1 2 3  Harris 1896, p. 138.
22. 1 2 3  Patrick 1954, p. 5.
23. ↑  Herndon 1969, p. 316.
24. ↑  Herndon 1969, p. 317.
25. ↑  Harris 1896, pp. 138-139.
26. 1 2 3 4 5 6 7  Gilmer 1855, p. 60.
27. ↑  Herndon 1969, pp. 318-321.
28. 1 2 3  Herndon 1969, p. 321.
29. 1 2 3 4 5  Harris 1896, p. 139.
30. 1 2 3 4  Herndon 1969, p. 322.
31. ↑  Gilmer 1855, p. 65.
32. 1 2 3  Herndon 1969, p. 323.
33. 1 2 3 4 5  Patrick 1954, p. 6.
34. 1 2  Coleman 1977, p. 95.
35. ↑  (EN) Louis De Vorsey Jr., The Georgia-South Carolina Boundary, Athens, Università della Georgia, 1982,  p. 35, ISBN 978-0-8203-3242-0.
36. 1 2 3 4 5 6 7 8  Herndon 1969, p. 324.
37. ↑  Cadle 1991, p. 87.
38. 1 2 3  Jennison 2012, cap. 3 - The Trans-Oconee Republic, 1794, p. 23.
39. ↑  Jennison 2012, cap. 3 - The Trans-Oconee Republic, 1794, p. 24.
40. 1 2 3 4 5 6 7  (EN) Christopher J. Floyd, Trans-Oconee Republic, su georgiaencyclopedia.org, 26 agosto 2005.
41. ↑  Harris 1896, pp. 120-121.
42. ↑  Harris 1896, pp. 122-123.
43. 1 2 3  Harris 1896, p. 123.
44. ↑  Cadle 1991, pp. 90-92.
45. ↑  Cadle 1991, p. 92.
46. ↑  Harris 1896, p. 124.
47. ↑  Heath 1932, pp. 275-276.
48. 1 2 3  Cadle 1991, p. 108.
49. ↑  Heath 1932, p. 280.
50. 1 2  Harris 1896, p. 127.
51. 1 2 3  Harris 1896, p. 128.
52. 1 2 3 4  Harris 1896, p. 129.
53. ↑  Harris 1896, pp. 124-125.
54. 1 2 3 4  Gilmer 1855, p. 61.
55. 1 2 3 4  Heath 1932, p. 281.
56. 1 2  Harris 1896, p. 133.
57. 1 2 3 4 5  Cadle 1991, pp. 109-110.
58. ↑  Cadle 1991, p. 96.
59. ↑  Harris 1896, pp. 130-132.
60. ↑  Harris 1896, p. 132.
61. ↑  Harris 1896, p. 134.
62. ↑  Harris 1896, pp. 134-135.
63. ↑  Patrick 1954, p. 84.
64. 1 2 3  Herndon 1969, p. 326.
65. 1 2  Herndon 1969, p. 325.
66. ↑  Harris 1896, pp. 140-141.
67. 1 2  Gilmer 1855, p. 64.
68. 1 2 3 4  Patrick 1954, p. 7.
69. ↑  (EN) Judge George Mathews Jr. (1774-1836), su it.findagrave.com.
70. ↑  Knott 1996, p. 94.
71. 1 2 3 4 5  Coleman 1977, p. 102.
72. ↑  Knott 1996, pp. 94-95.
73. 1 2  Patrick 1954, p. 3.
74. ↑  Knott 1996, p. 95.
75. ↑  Knott 1996, p. 96.
76. 1 2 3  Patrick 1954, p. 60.
77. ↑  Knott 1996, pp. 96-98.
78. ↑  Knott 1996, p. 98.
79. ↑  Knott 1996, p. 100.
80. ↑  Patrick 1954, pp. 67-68.
81. ↑  Patrick 1954, pp. 83-98.
82. 1 2  Tucker 2012, p. 14.
83. 1 2 3 4  Herndon 1969, p. 326.
84. ↑  Knott 1996, p. 99.
85. ↑  Patrick 1954, pp. 62-63.
86. ↑  Knott 1996, pp. 100-101.
87. ↑  Patrick 1954, p. 66.
88. ↑  Patrick 1954, pp. 70-82.
89. 1 2  Knott 1996, p. 102.
90. 1 2  Knott 1996, p. 104.
91. ↑  Herndon 1969, pp. 327-328.
92. 1 2  Herndon 1969, p. 328.
93. ↑  McCall 1941, p. 123.
94. ↑  (EN) Contea di Mason, The Battle of Point Pleasant, The Chief Event of Lord Dunmore's War, su hmdb.org, 1909.
95. ↑  (EN) David Seibert, Governor Mathews' Homesite historical marker, su dlg.usg.edu, 1996.
96. ↑  (EN) Fort Mathews, su georgiahistory.com.
97. ↑  (EN) Elbert County, su georgiahistory.com.